# Trigema
Trigema (Trikotwarenfabrik Gebrüder Mayer), textilföretag grundat 1919 med huvudkontor och produktion i Burladingen i Tyskland. 

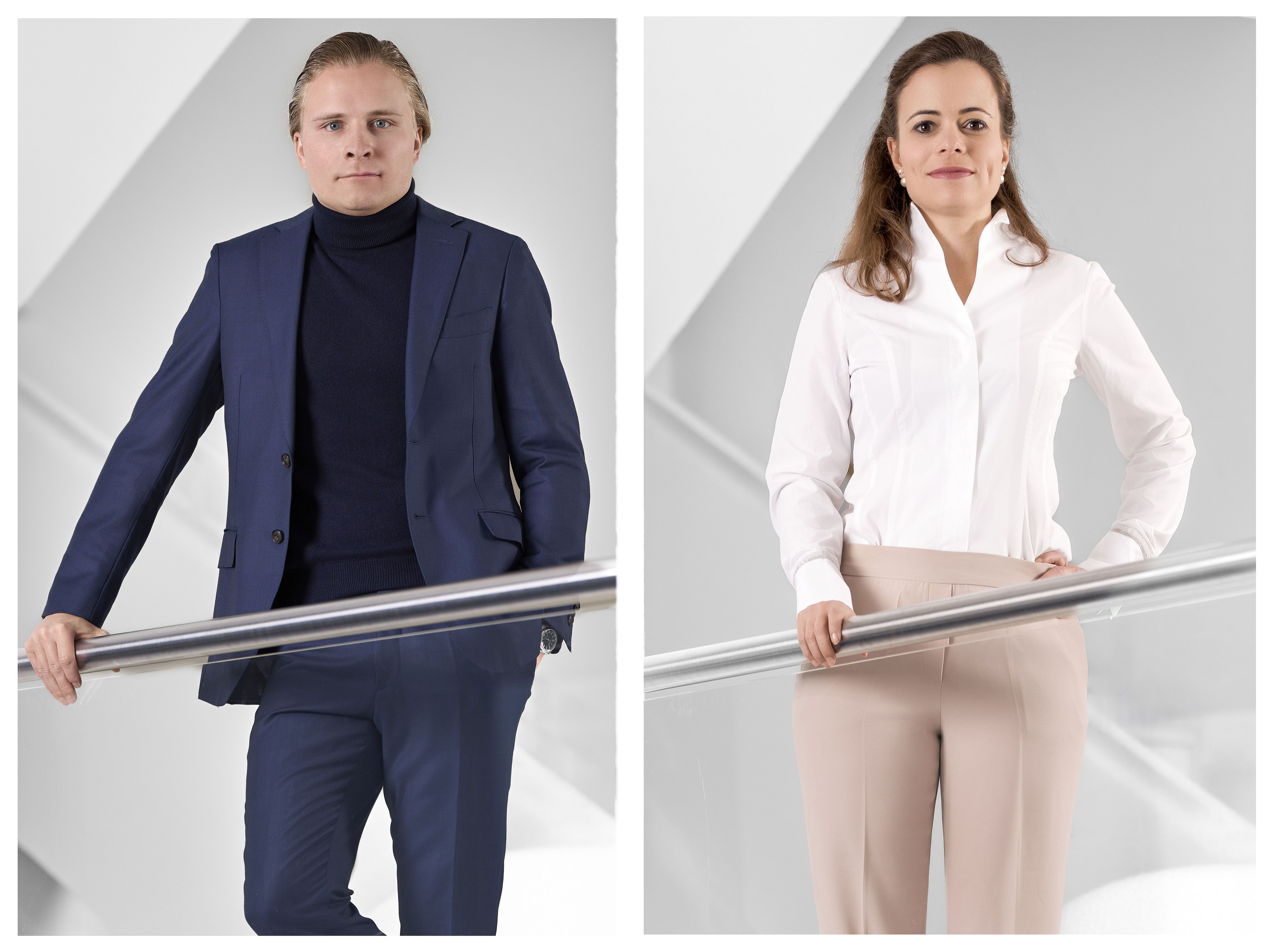
Wolfgang Grupp junior och Bonita Grupp, 2023

Trigema är stora inom tillverkning av sport- och fritidskläder med stor produktion av t-shirts och tenniskläder under namnet Trigema. Man har all produktion i Tyskland och 1200 anställda. För detta har man blivit ett känt exempel i Tyskland och Wolfgang Grupp, företagets ägare sedan 1969, har blivit en profil i frågan om att ha kvar produktion i Tyskland. När Grupp tog över företaget från sin far Franz Grupp var han den tredje generationen att leda familjeföretaget. Grupp kunde vända företagets negativa utveckling tack vare att han hakade på t-shirtstillverkning och omstrukturerade och effektiviserandet företaget.
Den 1 januari 2024 överlät Wolfgang Grupp senior företaget till sin son Wolfgang, sin dotter Bonita och sin fru Elisabeth (4:e generationen). Ledningen av företaget ligger nu i händerna på Wolfgang Grupp junior och Bonita Grupp.